# 斯捷潘·梅西奇

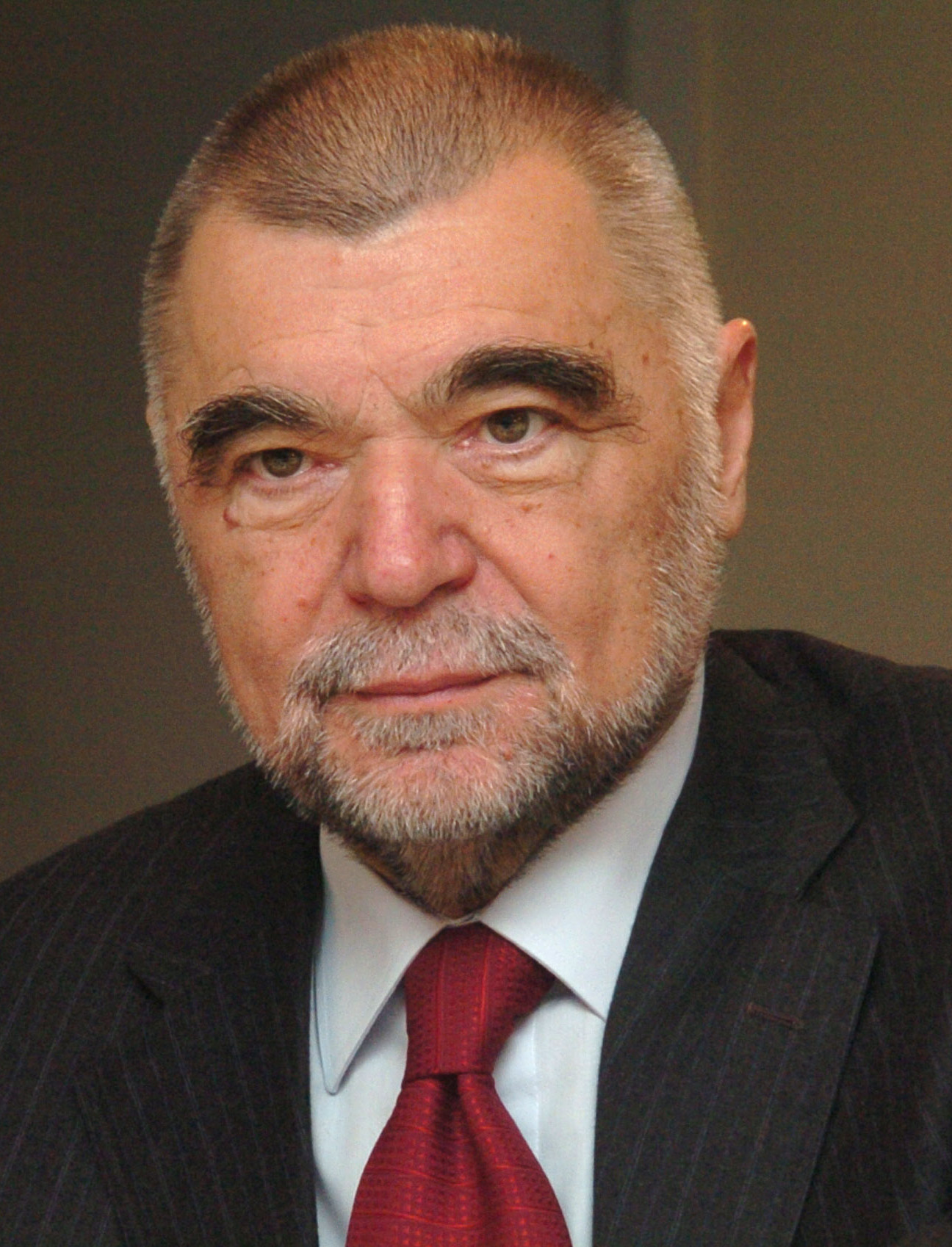
斯捷潘·梅西奇

斯捷潘·“斯蒂普”·梅西奇（Stjepan "Stipe" Mesić，1934年12月24日—），克罗地亚政治家，前任克罗地亚总统。

## 生平
梅西奇1961年毕业于萨格勒布大学，其后一度在克罗地亚议会工作，并以独立候选人身份当选奥拉霍维察市长，后因参与克罗地亚之春运动而被逮捕，被迫离开政治，直到1990年加入克罗地亚民主共同体，并在民主同盟胜选后出任总理。1991年，梅西奇出任克罗地亚在南斯拉夫社会主义联邦共和国主席团中的代表，并当选最后一任南斯拉夫總統。
克罗地亚独立后，梅西奇出任克罗地亚议长。1994年，因为在波黑问题上有着不同看法，梅西奇脱离HDZ，另组政党克罗地亚独立民主党，1997年，率克罗地亚独立民主党并入克罗地亚人民党。
2000年2月，梅西奇在两轮选举中胜出，当选为克罗地亚总统，19日就任。
2005年1月击败亚德兰卡·科索尔，连任总统，2010年2月19日卸任。

## 荣誉

### 外国勋章奖章
- 芬兰白玫瑰大十字勋章附颈饰（芬兰，2009年[1]）